# Észtország éghajlata
Észtország éghajlata a kontinentális és az óceáni éghajlat határán, a mérsékelt égöv északi részén helyezkedik el. Hatással van rá az Atlanti-óceán felől érkező Golf-áramlat. Északi elhelyezkedésével szemben az ország éghajlata enyhének mondható. A partvidékek és a szárazföld belseje között eltérés mutatkozik az éghajlat szempontjából.

## Éghajlati szélsőértékek
A júliusi átlaghőmérséklet 16,3 °C a Balti-tenger szigetein, míg a szárazföld belsejében 18,1 °C. Július az év legmelegebb hónapja az országban. A februári átlaghőmérséklet -3,5 °C a Balti-tenger szigetein, míg a szárazföld belsejében -7,6 °C. Február a leghidegebb hónap Észtországban.
Az éves átlaghőmérséklet 5,2 °C az országban. Februárban az átlaghőmérséklet -5,7 °C. Júliusban az átlaghőmérséklet 16,4 °C. Az 1961 és 1990 közti időszakban az éves csapadékmennyiség 535 és 727 mm közt változott. Az eddig mért legcsapadékosabb hónap során 1987 augusztusában 351 mm eső hullott. A valaha mért legszárazabb hónapban 2002 augusztusában azonban egyáltalán nem hullott csapadék. 1990-ben mérték a legtöbb évi csapadékmennyiséget, amely 1158 mm volt. 1964-ben volt az eddig mért legszárazabb év, mely során mindössze 355 mm csapadék hullott. 1972. július 4-én egy nap leforgása alatt 148 mm csapadék hullott Metsküla településen.
Az eddigi legmagasabb éves átlaghőmérséklet 2008-ban volt, amikor is 8,5 °C volt az éves átlag hőmérséklet. A leghidegebb éves átlag hőmérséklet +1,6 fok volt, melyet 1942-ben mértek. A legerősebb valaha mért szélerősség 48 m/s volt, melyet 1969-ben mértek Ruhnu településnél.
| Hónap                        | Jan     | Feb     | Márc    | Ápr     | Máj    | Jún    | Júl    | Aug    | Szep   | Okt     | Nov     | Dec     | Év      |
| ---------------------------- | ------- | ------- | ------- | ------- | ------ | ------ | ------ | ------ | ------ | ------- | ------- | ------- | ------- |
| Rekord hőmérs.               | 10.1⁰C  | 12.4⁰C  | 18.4⁰C  | 27.6⁰C  | 31.2⁰C | 33.5⁰C | 35.2⁰C | 35.6⁰C | 30.2⁰C | 22.4⁰C  | 13.3⁰C  | 11.9⁰C  | 35.6⁰C  |
| Legalacsonyabb hőmérs.       | -36.8⁰C | -36.2⁰C | -29.5⁰C | -14.3⁰C | -6.6⁰C | -2.6⁰C | 0.5⁰C  | 0.2⁰C  | -8.4⁰C | -17.0⁰C | -25.9⁰C | -34.6⁰C | -36.8⁰C |
| Legerősebb széllökések (m/s) | 38      | 35      | 33      | 30      | 28     | 28     | 30     | 37     | 29     | 34      | 34      | 34      | 38      |

## Évszakos jellemzők

### Tavasz
A tavasz általában száraz és enyhe az országban. Még április és május során is előfordulhat havazás. A május az évszak legmelegebb hónapja, amikor már az első hőhullámok is megérkeznek. A hőmérséklet elérheti a 20-30 °C-ot is. A viharok kialakulása április során kezdődik el.

### Nyár
Nyáron Észtország déli, és keleti részén magasabb hőmérsékleti értékeket szoktak mérni, mint a Balti-tenger szigetein. Bizonyos napokon a hőmérséklet elérheti a 30-35 °C-ot is, ám általában 20 fok környékén alakul a hőmérséklet. A legmelegebb hónap a július, ugyanakkor az eddig mért legmagasabb hőmérsékleti értéket augusztusban mérték Võruban 1992-ben. 2010 júliusa hozta el az eddigi legmagasabb átlag-hőmérsékletű hónapot, amikor is 23,4 fok volt a havi átlag. Zivatarok általában a délutáni óráktól kezdve fordulnak elő.

### Ősz
Az őszi hónapok az országban nedvességet és szelet hoznak. Szeptember első fele még melegebb lehet. Számos ciklon éri el ősszel Észtország területét, melyek főleg Skandinávia térségéből csapnak le az országra és zivatarokat, felhőszakadásokat okoznak. A partvidékek mentén akár kisebb áradások is kialakulhatnak a viharok hatására és a szélsebesség elérheti a 35 m/s-ot is. Az első havazás általában október végén, november elején következik be.

### Tél
Télen a partvidékeken enyhébb az idő, mint a szárazföld belseje felé közeledve. A leghidegebb hónap a február. Téli éjszakákon előfordul, hogy akár -35 fokig is lehűl a hőmérséklet. A ciklonok időnként hóviharokat okoznak az országban, melyet a tenger közelsége még súlyosbíthat is az által, hogy ilyenkor jóval több hó hullik. A leghidegebb hőmérsékletet 1940. január 17-én mérték Jõgeva településen, amikor is -43,5 °C volt. A leghidegebb havi átlaghőmérsékletet 1987 januárjában mérték, amikor is a havi átlag-hőmérséklet -18,0 °C volt.

## Éghajlati diagramok
Az alábbi négy éghajlati diagram Észtország négy különböző településének jellemzőit mutatja be:

Tartu
Tallinn
Narva
Vilsandi